# Ust'-Labinskij rajon
L'Ust'-Labinskij rajon (in russo Усть-Лабинский район?) è un rajon del Kraj di Krasnodar, nella Russia europea.